# Muni Metro
El Muni Metro es un sistema híbrido de tren ligero/tranvía que abastece a la ciudad de San Francisco, California, operado por el San Francisco Municipal Railway (Muni), es una división del San Francisco Municipal Transportation Agency (SFMTA). Con un promedio de 128,500 de pasajeros en el cuarto periodo de 2014, el Muni Metro es uno del tercer sistema de tren ligero más ocupado de los Estados Unidos. El Muni Metro opera una flota de 151 vehículos de tren ligeros hechos por Breda.

## Administración
El Tren Ligero de San Francisco es administrado por San Francisco Municipal Railway.

### Rutas
|  | Línea                                          | Año inaugurada | Terminal                                                   | Terminal                                             |
|  | ---------------------------------------------- | -------------- | ---------------------------------------------------------- | ---------------------------------------------------- |
|  | J Church                                       | 1917           | Estación Embarcadero                                       | Estación Balboa Park                                 |
|  | K Ingleside                                    | 1918           | Estación Embarcadero                                       | Estación Balboa Park                                 |
|  | L Taraval                                      | 1919           | Estación Embarcadero                                       | 46th Avenue and Wawona San Francisco Zoo             |
|  | M Ocean View                                   | 1925           | Estación Embarcadero                                       | San Jose and Geneva Estación Balboa Park             |
|  | N Judah                                        | 1928           | 4th and King Caltrain Depot                                | Judah and La Playa Ocean Beach                       |
|  | T Third Street                                 | 2007           | Estación West Portal                                       | Estación Sunnydale                                   |
|  | S Castro Shuttle (horas pico & días de juegos) | N/A            | Estación Embarcadero 4th and King Station (días de juegos) | Estación Castro West Portal Station (días de juegos) |